# Santiago Martínez
Santiago Gabriel Martínez Pintos (Salto, 30 luglio 1991) è un calciatore uruguaiano, centrocampista del La Luz.

## Carriera

### Club
La carriera professionistica di Martínez cominciò con la maglia dei Montevideo Wanderers. Esordì nella Primera División in data 3 aprile 2011, schierato titolare nella vittoria per 5-1 sull'El Tanque Sisley.

### Nazionale
Ha fatto parte della rosa che ha partecipato al Mondiale Under-20 2011, senza mai scendere in campo.